# Jean-Luc Lemoine
Pour les articles homonymes, voir Lemoine.
 (septembre 2013).
Si vous disposez d'ouvrages ou d'articles de référence ou si vous connaissez des sites web de qualité traitant du thème abordé ici, merci de compléter l'article en donnant les références utiles à sa vérifiabilité et en les liant à la section « Notes et références ».
Jean-Luc Lemoine, né le 6 mars 1970 dans le 15e arrondissement de Paris, est un humoriste, comédien, scénariste, chroniqueur et animateur de radio et de télévision français.
Entre 2001 et 2008, il est chroniqueur dans les émissions de Laurent Ruquier On a tout essayé et On n'est pas couché sur France 2 avant d'être animateur sur cette même chaîne du talk-show humoristique L'habit ne fait pas Lemoine en 2009 puis du divertissement Le Bureau des plaintes de  2010 à 2011.
De 2011 à 2018 sur D8 devenue C8, il est chroniqueur dans l'émission Touche pas à mon poste ! animée par Cyril Hanouna. À partir de 2016, la chaîne C8 lui confie l'animation de jeux comme Guess My Age ou Couple ou pas couple. De septembre à décembre 2018, il présente le vendredi TPMP : refait la semaine !.
Il quitte C8 en décembre 2018 et revient sur France Télévisions en 2019 où il anime notamment des divertissements dont Samedi d'en rire ainsi que le jeu Qui sera le champion des années... ? sur France 3.
Il intègre les Grosses Têtes sur RTL le 27 mars 2019. Chroniqueur dans l’émission On va s'gêner entre 2001 et 2012 sur Europe 1, il revient dans cette station à la rentrée 2022.
En parallèle de ses activités au théâtre, l'animateur se produit en spectacle sur scène et apparaît dans des films, téléfilms et séries télévisées.

## Biographie

### Jeunesse et formation
Jean-Luc Marie Lemoine naît le 6 mars 1970 d'un père français, Roger Lemoine, policier motocycliste originaire de Fontaine-Couverte (Mayenne), sa mère Thérèse, est femme au foyer, d'origine vietnamienne,. Il passe son enfance dans l'Essonne à Morangis, en compagnie de ses parents et de sa grande sœur Lydia. Il déménage ensuite à Chilly-Mazarin où il ira au collège des Dines Chiens, puis il poursuivra sa scolarité au lycée Jacques Prévert de Longjumeau, établissement auquel il reste très attaché.
Jean-Luc Lemoine expérimente pour la première fois la scène en classe de terminale alors qu'il est âgé de 17 ans, devant les 900 spectateurs de son lycée Jacques-Prévert de Longjumeau. Avec deux camarades de lycée, dont Sébastien Sort, avec qui il travaillera pendant dix ans, il monte un trio, Les Cauchemars, qui se produit à Paris au Berry Zèbre en 1991. Après un baccalauréat C (scientifique : mathématiques, physique et chimie) obtenu en 1988, il poursuit un DUT GEA (Gestion et Administration des entreprises) à l'IUT de Sceaux de 1988 à 1990 et une maîtrise en publicité.
Surveillant au lycée de Longjumeau (comme job étudiant), il décide en 1991 de louer sa première salle de théâtre, le Berry Zèbre, pour jouer à Paris, et se servir de son expérience pour écrire un de ses sketchs. Plus tard, il est enrôlé par l'armée ; mais, à la suite d'une crise d'eczéma, il est envoyé trois jours plus tard à l'hôpital avant d'être réformé quatorze jours plus tard.

### Débuts d'humoriste (années 1990)
Encore étudiant, il débute à la télévision sur la chaîne locale Téléssonne en 1993.
La même année, le trio devient un duo baptisé Les Fourmis rouges, qui durera jusqu'en 1995. En 1993 toujours, il joue au théâtre des Blancs Manteaux à Paris pendant quinze jours sous la direction d'André Galliard et écrit des articles pour Infos du Monde. En 1994, il joue au Movies sous la direction de Franck Dubosc durant dix mois.
Il anime par la suite en 1995 Top has been et Le Joyeux Mérou sur Ado FM.
En 1996, il tient un rôle dans la pièce Mon colocataire est une merde, qu'il joue pendant treize mois au Point Virgule, et qu'il tente d'adapter au cinéma en 1997. Ensuite, jusqu'en 1998, il participe à Christophe Alévèque mène l'enquête, un programme court pour France 2, puis à Faites la fête sur Canal+.
En 1998, il arrête le théâtre pour devenir scénariste et monte des sketches en duo pour l'émission Stand' up Comedy sur Paris Première. Il écrit son premier one-man show qui fait un triomphe à Paris, avant d'être remarqué par un animateur à succès, Laurent Ruquier, qui l'invite à intégrer sa bande de chroniqueurs.

### Révélation dans la bande à Ruquier (années 2000)
Au début des années 2000, il participe ainsi aux deux émissions à succès de Laurent Ruquier : On va s'gêner sur Europe 1 et On a tout essayé sur France 2 de 2001 à 2006. Il se fait ainsi connaître par un large public.
Il quitte l'équipe d'On a tout essayé à la rentrée 2006-2007 (alors que l'émission entre dans sa septième et dernière saison) pour participer à la nouvelle émission de Laurent Ruquier, On n'est pas couché, tous les samedis soir sur France 2, en remplacement de Tout le monde en parle. Il y anime la rubrique « Le médiateur » dans laquelle il revient sur des faits marquants d'émissions précédentes, par le biais d'anonymes qui lui posent des questions (qu'il prépare lui-même). Il y répond souvent avec des extraits des émissions précédentes, et les commentaires qu'il fait sur ces extraits sont souvent en décalage avec le propos initial des invités. Le sérieux avec lequel il parle tranche avec l'hilarité du public et des invités. Il se moque souvent des deux polémistes Éric Zemmour et Michel Polac (remplacé en mai 2007 par Éric Naulleau), ainsi que de Laurent Ruquier lui-même, qui sont les premiers à en rire.
En 2004 et 2008 il participe au jeu Fort Boyard sur France 2.
Le 14 février 2009, il participe à l'émission Identity (son secret sera qu'il a une mère vietnamienne). Il est également candidat à Culture VIP présenté par Valérie Bénaïm et fait remporter son équipe face à celle de Faustine Bollaert. Pendant cet été-là, il présente L'habit ne fait pas Lemoine en compagnie de Julie Raynaud, une émission de deuxième partie de soirée qui rassemble jusqu'à 1,5 million de spectateurs et dont le succès est mal vécu par Laurent Ruquier qui l'accuse dans la presse de plagiat.
Il s'éloigne alors de l'animateur pour se rapprocher d'un autre, ami de longue date, Cyril Hanouna.

### Cyril Hanouna et C8 (années 2010)
En 2009, il participe régulièrement au jeu de l'animateur Cyril Hanouna, La Porte ouverte à toutes les fenêtres sur France 4.
Jean-Luc Lemoine tient aussi une éphémère chronique humoristique sur la station radio Rire et Chansons du 1er février au 31 mars 2010.
À la rentrée 2010, il anime sur France 2 une émission en lieu et place de Panique dans l'oreillette, intitulée Le Bureau des Plaintes qui s'arrête en mars 2011 faute d'audience, après avoir changé de chroniqueurs plusieurs fois et de programmation, l'émission étant passée du mercredi soir au mardi soir, sans changement du niveau d'audience,.
En septembre 2011, il participe à l'émission Touche pas à mon poste ! sur France 4. Il fait partie de l'équipe de chroniqueurs présents dans la nouvelle version de l'émission, diffusée cette fois sur D8 dès octobre 2012. Il y présente une chronique hebdomadaire, Les Questions en 4/3 de Jean-Luc Lemoine, abrégé en Les 4/3. La chronique commence avec une question humoristique posée par un anonyme interrogé dans un marché parisien. Ensuite, Jean-Luc répond à la question avec humour et montre des off, ce qui s'est passé hors-antenne pendant les pubs ou ce à quoi les téléspectateurs n'ont pas fait attention.
Le 19 septembre 2011, sur Europe 1, alors qu'il est l'invité d'honneur d’On va s'gêner de Laurent Ruquier, il explique qu'il a accepté « parce que l'ambiance m'a rappelé une bande que j'avais fréquenté auparavant ». Laurent Ruquier lui suggère donc de revenir dans la bande à l'occasion, ce qu'il fera en novembre 2011.
Son retour dans l'émission marque la réconciliation alors qu'il s'était quelque peu fâché avec Laurent Ruquier lorsqu'il a présenté L'habit ne fait pas Lemoine.

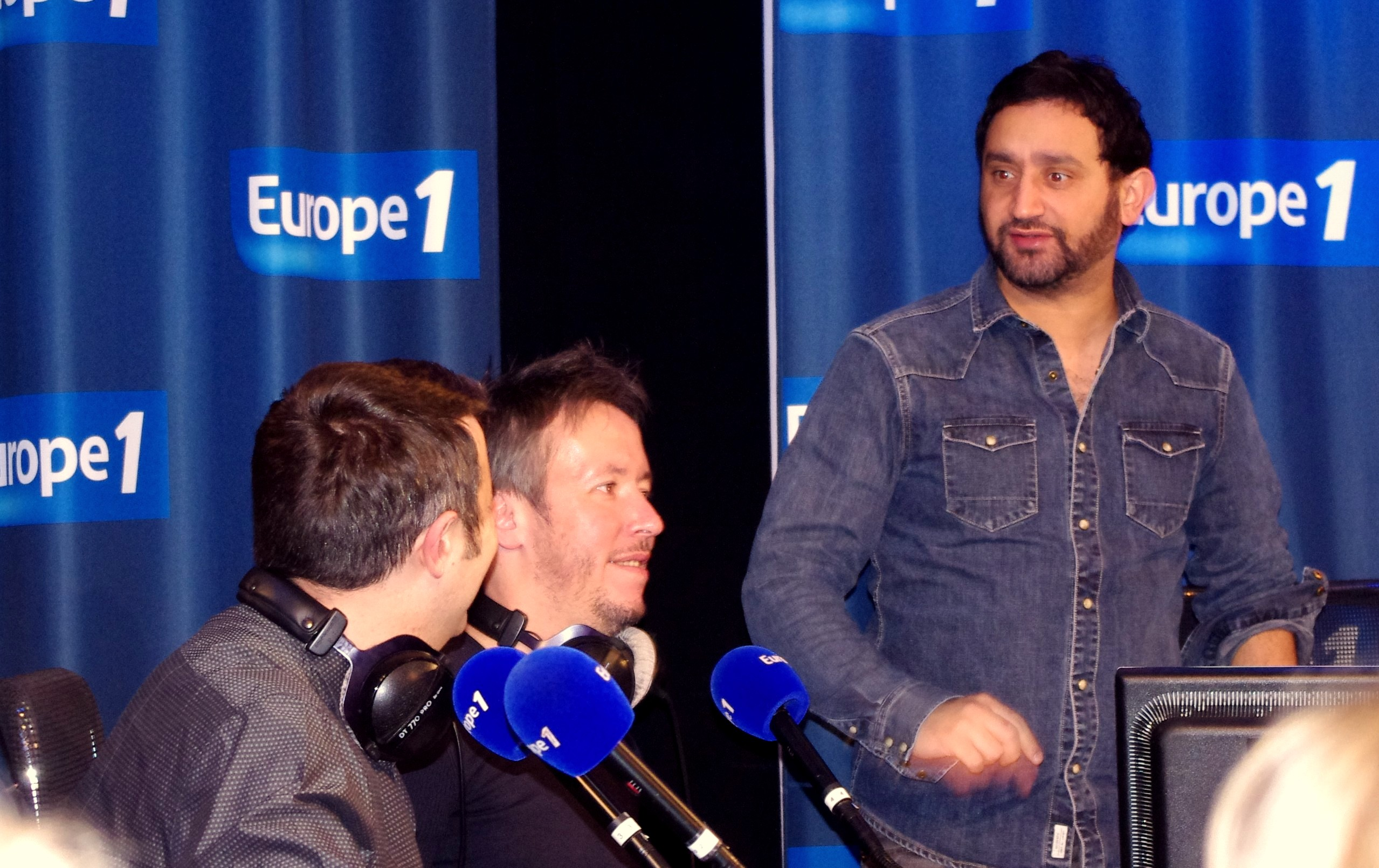
Auprès de Cyril Hanouna dans Les Pieds dans le Plat, en janvier 2014.

Le 26 août 2013, il quitte On va s'gêner pour devenir chroniqueur dans une nouvelle émission de la station, celle présentée par Cyril Hanouna Les pieds dans le plat. Les audiences sont cependant très faibles, surtout quand elle est transférée à la rentrée 2014 à 16h, où elle est confrontée à l'émission à succès de RTL, Les Grosses Têtes animée par Ruquier (lequel a quitté Europe 1). Les pieds dans le plat s'arrête seulement au bout de trois saisons, en juin 2016.
En 2015, toujours chroniqueur régulier dans Touche pas à mon poste ! sur D8, Jean-Luc Lemoine se voit offrir par la chaine un prime-time spécial, consacré à sa chronique Les Questions en 4/3. L'émission est diffusée le 30 janvier 2015. La chronique redevient plus régulière à partir de 2016, elle est présentée tous les mercredis, au lieu du jeudi précédemment.
Entre 2016 et 2018, il présente le jeu Guess My Age : Saurez-vous deviner mon âge ? en access prime-time sur C8. Plusieurs primes avec des célébrités sont également diffusés.
Le 5 septembre 2016, il devient le temps d'un jour « La Miss Météo » de La Nouvelle Édition sur Canal+.
À partir de décembre 2017, il est à la tête du nouveau jeu de la chaîne Couple ou pas couple ?, toujours en première partie de soirée.
À compter de septembre 2018, il cesse d'être chroniqueur dans TPMP pour se consacrer exclusivement à la présentation le vendredi de TPMP : refait la semaine ! sur C8. Cependant, la dernière émission, prévue le 14 décembre est finalement annulée en raison de l'actualité.
Son contrat avec C8 arrive à terme en décembre 2018. La chaîne n'accepterait de le reconduire comme animateur qu'à condition qu'il participe à l'émission TPMP comme chroniqueur, ce que Lemoine réfute sur Twitter.

### Retour sur France Télévisions (depuis 2019)
Depuis septembre 2019, il présente l'émission Samedi d'en rire sur France 3. Sur cette même chaîne, il anime ponctuellement en première partie de soirée le divertissement Le Grand show de l'humour et Qui sera le champion des années... ?, un jeu qui regroupe des candidats anonymes et des célébrités.

## Vie privée
Il vit avec Adeline depuis 2003, avec qui il a eu deux enfants : Gaspard et Violette.

## Filmographie
Jean-Luc Lemoine a participé à plusieurs films et téléfilms, en tant qu'acteur ou en tant que scénariste.

### En tant qu'acteur
- 1998 : Compromis de Sébastien Sort (court-métrage) : le policier du hangar
- 1998 : Recto-Verso de Jean-Marc Longval : Yannick
- 1999 : Le Rendez-vous, court-métrage de Husky Kihal : Chris
- 2003 : Une affaire qui roule, long-métrage de Éric Veniard(long-métrage) : Martin
- 2004 : Je suis comédienne et tout le monde s'en fout, court-métrage de Géraldine Brezault : le comédien connu
- 2005 : L'homme qui voulait passer à la télé, téléfilm de Amar Arhab et Fabrice Michelin : lui-même
- 2005 : Le Démon de midi de Marie-Pascale Osterrieth (long-métrage) : Raphaël
- 2009 : Un homme et son chien de Francis Huster (long-métrage) : L'homme au piano
- 2010 : Un bébé pour mes 40 ans de Pierre Joassin (téléfilm) : L'amant de Béatrice
- 2010 : Profilage (Saison 2, épisode 12 : Addiction de Éric Summer) (série TV) : Laurent Jamin
- 2013 : L'agression, court-métrage de Jonathan Barré : Lui-même
- 2013 : Hero Corp - Saison 3, épisode 5 : Un nouveau monde (4/5) de Simon Astier (série TV) : Le cordonnier
- 2014 : Nos chers voisins - Prime time spécial , fête des voisins de Stephan Kopecky (série TV) : Victor Behu
- 2019 : Alice Nevers (Saison 17, épisode 5) : Antoine
- 2021 : Profession comédien sur TMC : lui-même
- 2022 : Le Grand Restaurant : La guerre de l'étoile de Pierre Palmade.
- 2022 : Tous Inconnus, téléfilm  de Nicolas Hourès : lui-même

### En tant que scénariste
- 1997 : Recto/Verso, adaptation de la pièce Mon colocataire est une merde
- 1998 : Prise de tête, pour Les Films Alain Sarde
- 2000 : mention spéciale du scénario ; festival du court métrage d’Istres
- 1998/1999 : Le rendez-vous, pour Les Films du Kiosque
- 1998/2001 : Les moniteurs, pour Miniato productions / Studio Canal +
- 1997 : 99/00 Le grand chef, pour Alter Films
- 2003 : La voyante et le président, pour Hachette (non tourné)

## Théâtre

### One-man show
- Prolongations, de 1999 à 2001
- Jean-Luc Lemoine est inquiétant, de 2001 à 2004 (joué entre autres à la Comédie Caumartin) produit par Gilbert Rozon et mis en scène par Chantal Lauby[3]
- Jean-Luc Lemoine au naturel, à partir de fin septembre 2006 jusque mars 2008.
- Jean-Luc Lemoine Man Show, à partir de 2010 jusque mars 2012 (sa dernière a été retransmise en direct sur Paris Première).
- Si vous avez manqué le début..., de janvier 2015 à décembre 2017
- Brut de novembre 2019 à Juin 2023.
- Liquidation à partir d'Avril 2024.

### Pièces
- Les Grillades du souvenir en 1995
- Mon colocataire est une merde en 1996
- Le Sens du ludique, une comédie pornographique et familiale en 2005 au théâtre du Splendid
- Amours et chipolatas en 2006 (auteur)

## Radio
- Co-animateur du Top Hasbeen sur Ado FM (1994 - 1995)
- Chroniqueur de On va s'gêner sur Europe 1 (2001 - 2012)
- Chroniqueur de Comment ça vanne aujourd'hui sur Rire et Chansons (février 2010 - mai 2010)
- Chroniqueur de Les Pieds dans le plat sur Europe 1 (août 2013 - juin 2016)
- Sociétaire des Grosses Têtes sur RTL (depuis mars 2019)
- Chroniqueur à Europe 1 dans les émissions Culture/Médias et Historiquement Vôtre (depuis la rentrée 2022)
- Chroniqueur à Europe 1 dans l'émission Sophie et les copains  2023-2024

## Émissions de télévision

### Chroniqueur
- 2001 - 2006 :  On a tout essayé  sur France 2
- 2006 - 2008 :  On n'est pas couché  sur France 2
- 2011 - 2018 : Touche pas à mon poste ! sur France 4 puis D8 devenue C8
- Depuis 2019 : Les Grosses Têtes sur RTL, France 2 et Paris Première

### Animateur
- 2009 : L'habit ne fait pas Lemoine sur France 2
- 2010 : Drôle d'état sur France 4
- 2011 : Les piégés de Syfy sur Syfy
- 2010 - 2011 : Le Bureau des plaintes sur France 2
- 2012 : Génération Canal sur Comédie+ avec Chantal Lauby
- 2014 : Touche pas à mon poste ! sur D8 : remplacement de Cyril Hanouna
- 2014 : Les animaux du poste avec Valérie Bénaïm sur D8
- 2016-2017 : Guess My Age : Saurez-vous deviner mon âge ? sur C8[16]
- 2017 : Couple ou pas couple ? sur C8
- 2018 : Ici c'est Lemoine ! sur C8
- 2018 : TPMP refait la semaine ! sur C8
- Depuis 2019 : Samedi d'en rire sur France 3
- 2021 : Rire ensemble contre le racisme sur France 2 avec Donel Jack'sman et Nadège Beausson-Diagne
- 2022 : Téva Comedy Show sur Téva
- 2023 : Le grand show de l'humour sur France 3
- 2023 : Qui sera le champion des années 80 ? sur France 3
- 2023 : La Grande Soirée du 31 de Paris sur France 2 : coanimation
- 2024 : Qui sera le champion des années 90 ? sur France 3
- 2024 : Le Bêtisier fait son show, 40 ans d'humour sur France 3

#### Participant
- 2012 : Mot de passe sur France 2
- 2016 et 2019 : Fort Boyard sur France 2
- 2017 et 2019 : Tout le monde joue sur France 2
- 2022 : Le Grand Concours  sur TF1
- 2022 : Le Grand Quiz sur TF1

## Anecdote
- En 2017, le groupe Stupeflip et Lucas font probablement (le nom étant coupé avant qu'il soit fini d'être prononcé) référence à lui dans sa chanson Grosse Tête[17].